# Каспрзик, Станислав
Станислав Каспрзик (пол. Stanisław Kasprzyk, 7 ноября 1942, Гнезно, Польша) — польский хоккеист (хоккей на траве), полузащитник.

## Биография
Станислав Каспрзик родился 7 ноября 1942 года в польском городе Гнезно.
В 1959 году окончил профессиональное училище №1 по специальности электромеханика. 
С 1955 года играл в хоккей на траве за «Спарту» из Гнезно. В 1963 году на время службы в армии перешёл в «Грюнвальд» из Познани, но затем вернулся в «Спарту».
В 1970 году участвовал в дебютном для сборной Польши чемпионате Европы в Брюсселе.
В 1972 году вошёл в состав сборной Польши по хоккею на траве на Олимпийских играх в Мюнхене, занявшей 11-е место. Играл в поле, провёл 8 матчей, мячей не забивал.
В 1962—1975 годах провёл за сборную Польши 49 матчей, забил 2 мяча. Отличался хорошими физическими качествами, был технически и тактически одарён.
Заслуженный мастер спорта Польши.
Играл в Гнезно за ветеранскую команду.

## Семья
Отец — Станислав Каспрзик, мать — Розалия Зелиньска.
Женат на Мечиславе Сментовской, есть сыновья Марек и Дариуш, который также играл в хоккей на траве за «Спарту».

## Увековечение
Имя Станислава Каспрзика выбито на мемориальной доске, посвящённой олимпийцам Гнезно.